# BMW 6-serie
BMW 6-serie är en serie personbilar, tillverkade av den tyska biltillverkaren BMW. 

## E24 (1975-89)
Se vidare under huvudartikeln BMW E24.

## E63 (2003-10)
Se vidare under huvudartikeln BMW E63.

## F12 (2011-18)
Se vidare under huvudartikeln BMW F12.

## G32 (2017-23)
Se vidare under huvudartikeln BMW G32.

## Bilder

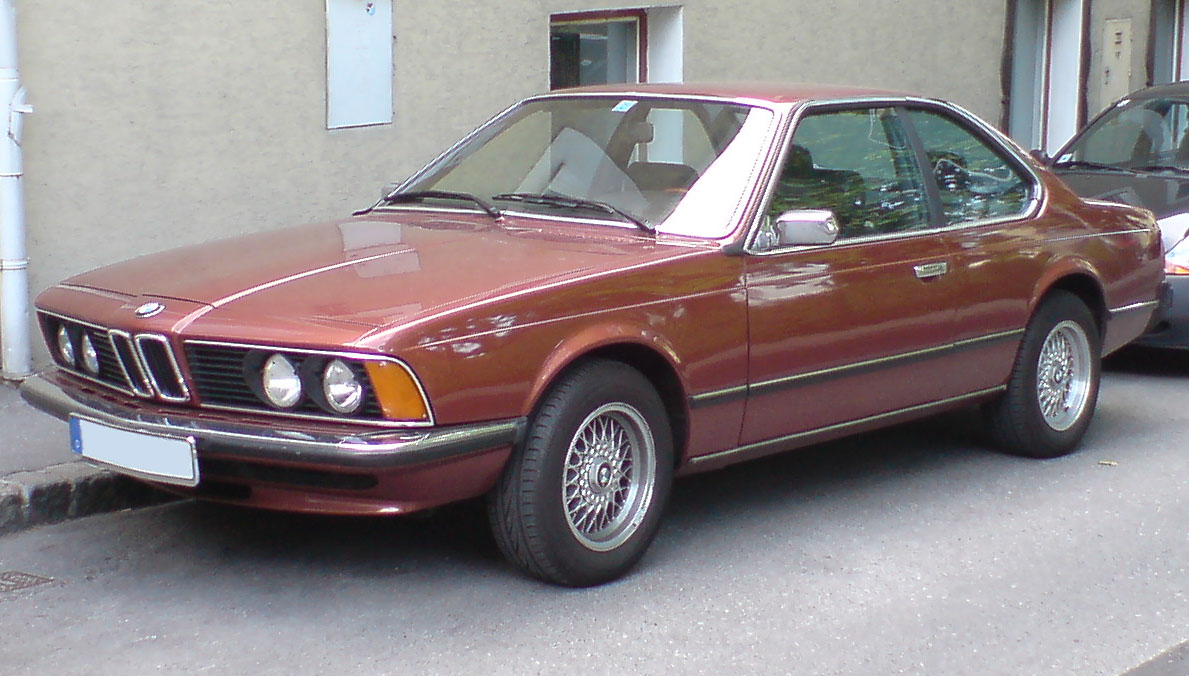
BMW E24.
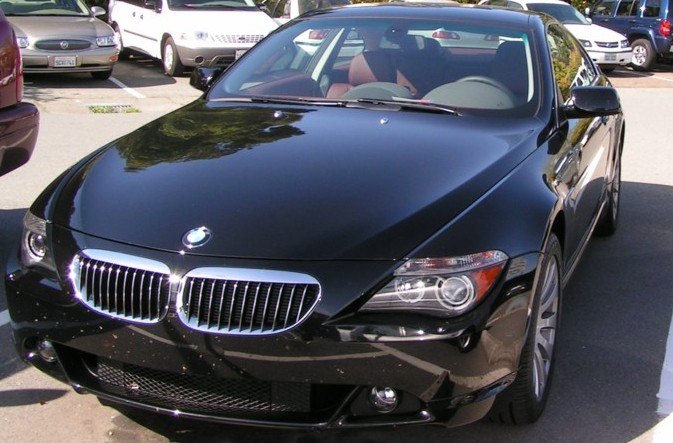
BMW E63.
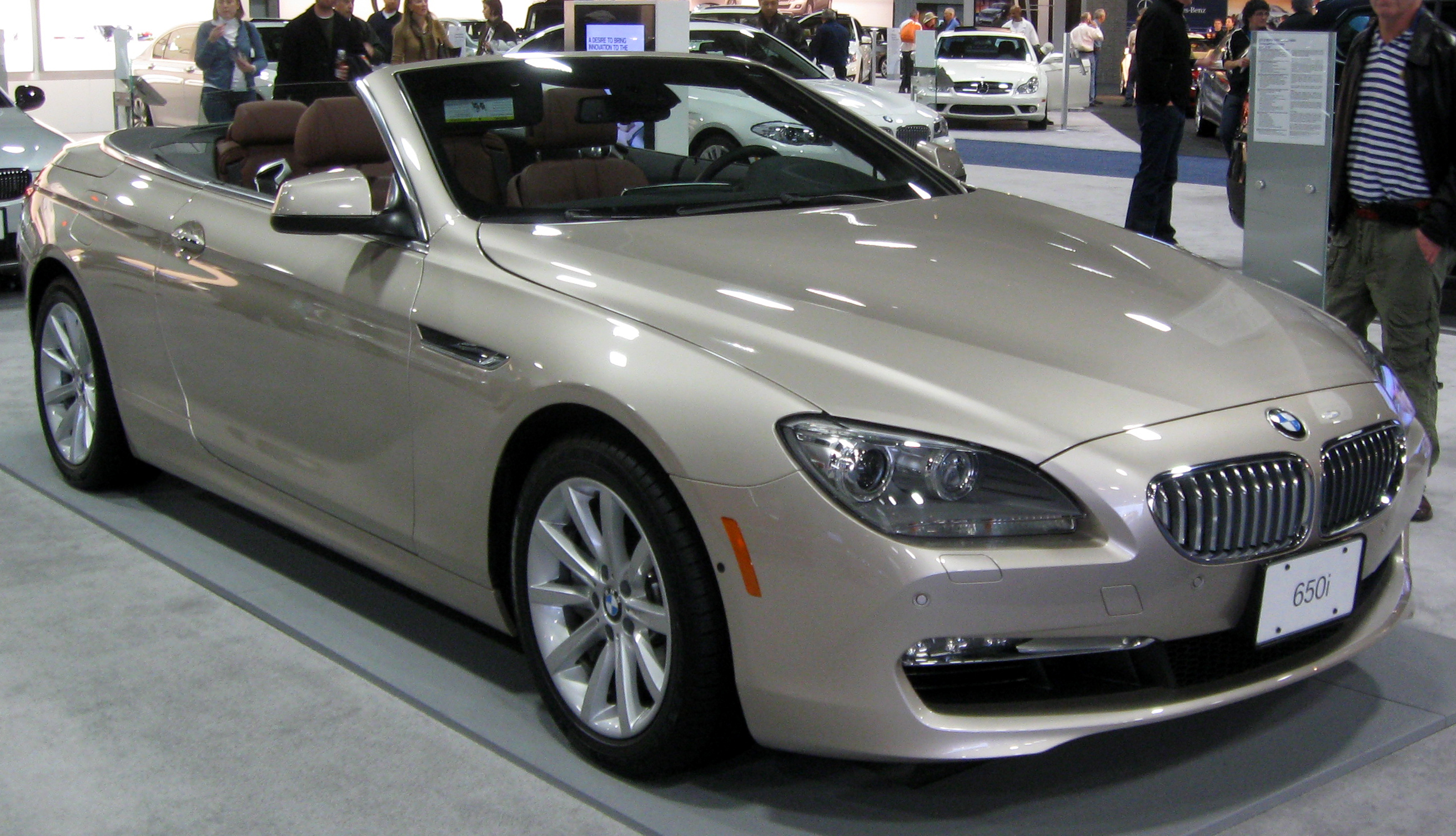
BMW F12.
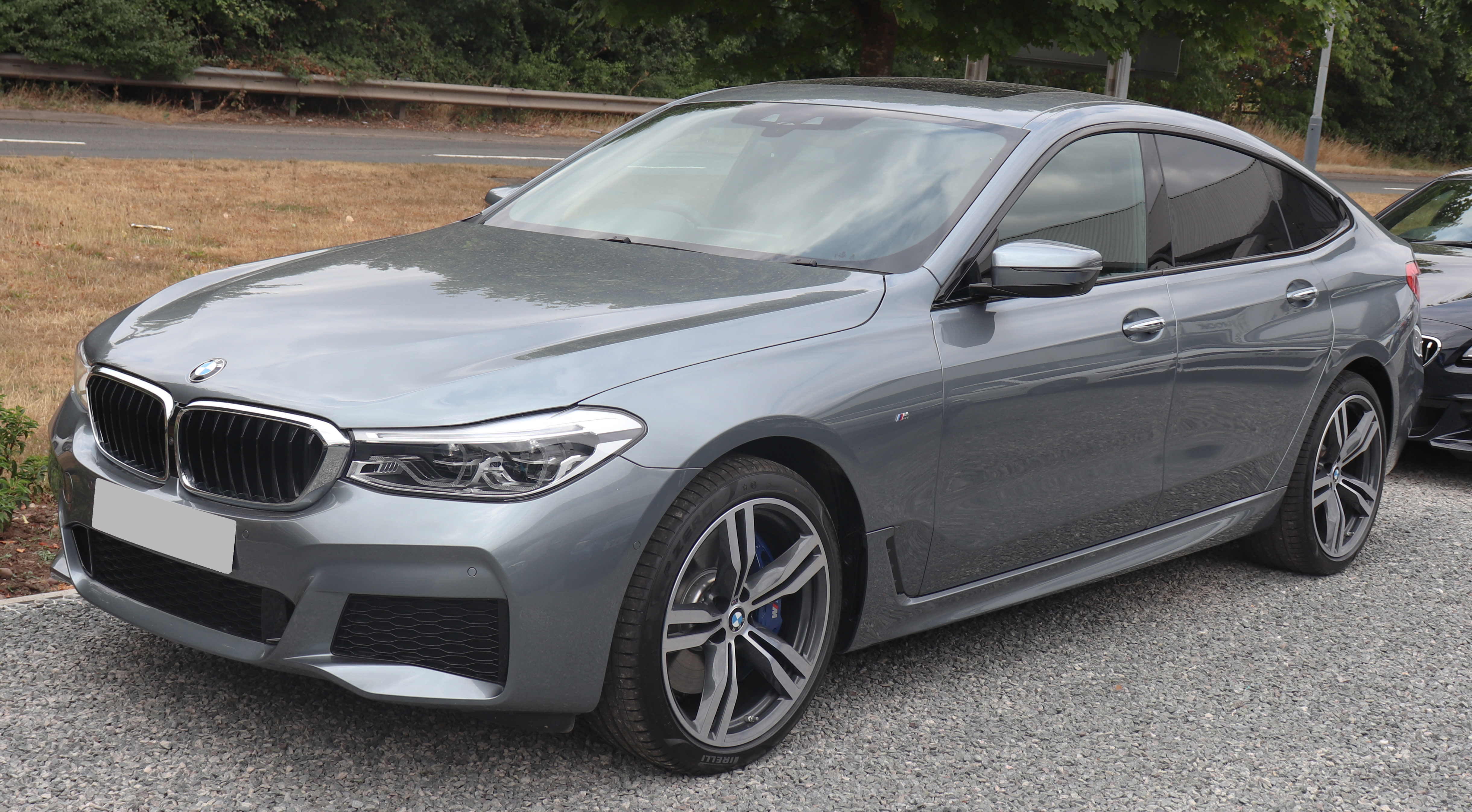
BMW G32.